# Gottfrid Bergenudd

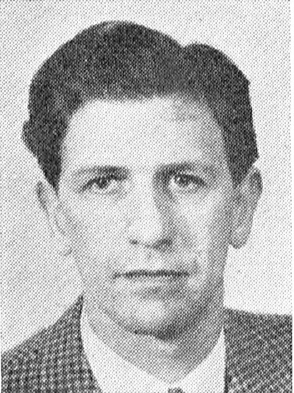
Gottfrid Bergenudd

Gottfrid Vilhelm Bergenudd, född 10 februari 1917 i Boden, död 4 juni 1995 i Torekov, var en svensk arkitekt.
Bergenudd var bror till Edvin Bergenudd. 
Efter studentexamen i Luleå 1938 och arkitektexamen vid Kungliga Tekniska högskolan 1945 var Bergenudd stadsarkitekt i Piteå stad och Norrbottens södra distrikt 1947–1959, i Bodens stad 1951–1959 och därefter i Hässleholms stad. Han drev även egen arkitektfirma i Hässleholm fram till pensioneringen 1977. 
Bergenudd ritade bland annat medborgarhuset, stadshuset, idrottshallen och ishallen i Boden, idrottshall och skolanläggningar i Piteå och Älvsbyn, ålderdomshem i Piteå, Boden och Älvsbyn samt Östercentrum i Malmö.